# Daptonema frigidum
Daptonema frigidum is een rondwormensoort uit de familie van de Xyalidae.